# Deutsch Goritz
Deutsch Goritz è un comune austriaco di 1 796 abitanti nel distretto di Südoststeiermark, in Stiria. Il 1º gennaio 2015 ha inglobato il comune soppresso di Ratschendorf.